# Clinopodium micranthum
Clinopodium micranthum là một loài thực vật có hoa trong họ Hoa môi. Loài này được (Regel) H.Hara mô tả khoa học đầu tiên năm 1940.